# Nashwan Al-Harazi
Nashwan Haidar Al-Harazi (Saná, 29 de novembro de 1986) é um ginasta artístico iemenita. Al-Harazi conquistou várias medalhas internacionais, como a dos Jogos Asiáticos do Oeste em 2005. Ele disputou os Jogos Olímpicos de Verão de 2008 em Pequim, sendo o primeiro ginasta iemenita a disputar os Jogos Olímpicos.